# Lieskovec (Banská Bystrica)
|  | No s'ha de confondre amb Lieskovec (Prešov). |

Lieskovec és un poble i municipi d'Eslovàquia que es troba a la regió de Banská Bystrica.

## Història
La primera menció escrita de la vila es remunta al 1263.

## Demografia
| Godina             | 1994 | 2004 | 2014   | 2024   |
| ------------------ | ---- | ---- | ------ | ------ |
| Nombre de persones | 1393 | 1393 | 1467   | 1372   |
| Diferència         |      | +0%  | +5,31% | −6,47% |

| Godina             | 2023 | 2024   |
| ------------------ | ---- | ------ |
| Nombre de persones | 1377 | 1372   |
| Diferència         |      | −0,36% |